# 里亞布齊
51°36′32″N 31°11′39″E / 51.60889°N 31.19417°E
里亞布齊（烏克蘭語：Рябці），是烏克蘭北部切爾尼希夫州切爾尼希夫區新比洛乌斯市镇的村落。始建於1732年，面積0.62平方公里，海拔高度144米，2001年人口241，人口密度每平方公里390.6人。